# Orgeln der Basilika St. Ulrich und Afra (Augsburg)
Die Geschichte der Orgeln in der Basilika St. Ulrich und Afra (Augsburg) reicht in den Anfang des elften christlichen Jahrhunderts zurück.
Heute steht auf der Westempore die große „Ulrichsorgel“ (IV/P/68 – erbaut 1982 durch Orgelbau Sandtner, Dillingen/Donau). Etwas versteckter – in der „Schneckenkapelle“ über der Sakristei – befindet sich die „Marienorgel“ (II/P/18, erbaut 1925 durch die Gebrüder Hindelang, Ebenhofen/Allgäu). Im Hochchor der Basilika steht zusätzlich noch ein fahrbare Truhenorgel (I/6, erbaut 2003 durch Orgelbau Maier, Hergensweiler).

## „Ulrichsorgel“

### Baugeschichte
Über dem Grab der heiligen Afra († 304) entstanden nacheinander eine spätrömische Basilika, dann ein vorromanischer und ein romanischer Kirchenbau. Hier fand der im Jahre 973 gestorbene Bischof Ulrich seine letzte Ruhestätte. Im Jahre 1012 kamen Mönche vom Tegernsee und gründeten ein Benediktinerkloster St. Ulrich und Afra, das als Reichsstift bis 1802 bestand. Der jetzige Kirchenbau wurde 1474 im Langhaus begonnen und um 1600 im Chor und am Turm beendet.

#### Die ersten Orgeln um 1050, 1334, 1482
Die erste überlieferte Orgel wurde unter Abt Adelhalmus (1050–1065) beschafft; sie stand in der romanischen Vorgängerkirche. Der Abt Konrad Winkler (1334–1355) ließ wiederum eine Orgel aufstellen. Vermutlich das dritte Werk entstand für 107 Gulden unter Abt Juhann von Giltingen (1482–1496). Als Erbauer gilt der Breslauer Stephan Kaschendorf, der zur gleichen Zeit in Nördlingen wirkte. Ausdrücklich wird in den Chroniken des Klosters vermerkt, dass das Werk nur hölzerne Pfeifen hatte.
Der Standort aller drei Orgeln ist unklar. Die westliche Empore bestand damals noch nicht, der Chor der Kirche wuchs erst langsam empor; am naheliegendsten muss man den Platz der Orgel also im Lang- oder Querhaus suchen. Mehrere Quellen berichten von einem Zwischengewölbe am Schluss des mittleren Schiffs, auf dem sich die Orgel befand und das wohl um 1650 entfernt worden ist.

#### Chororgel von Joseph Wirth (1797)
Bis ins Jahr 1797 war eine Chororgel vorhanden, über deren Erbauer und Disposition nichts bekannt ist. Offenbar wurde sie im gleichen Jahr abgebrochen, denn der letzte Abt des Reichsklosters St. Ulrich und Afra, Gregor Schäffler (1795–1802), ließ eine neue Chororgel im Presbyterium unter dem Pflaster installieren, die von der Kirche aus kaum sichtbar war. 1849 wurde sie wieder entfernt. Als 1970 die Kirchenheizung eingebaut wurde, fand man unter dem Pflasterboden des Chorraumes letzte Spuren. Die Orgel war vermutlich von Joseph Wirth angefertigt und besaß 12 Register.
| Manual    |       |
| Koppel    | 08′   |
| Viola     | 08′   |
| Gamba     | 08′   |
| Quintatön | 08′   |
| Principal | 04′   |
| Flöte     | 04′   |
| Quinte    | 2 ⁄3′ |
| Octav     | 02′   |
| Mixtur    |       |

| Pedal      |     |
| Subbass    | 16′ |
| Octavbass  | 08′ |
| Violinbass | 08′ |

#### „Fuggerorgel“ 1581–1881: Entwicklung zur Hauptorgel

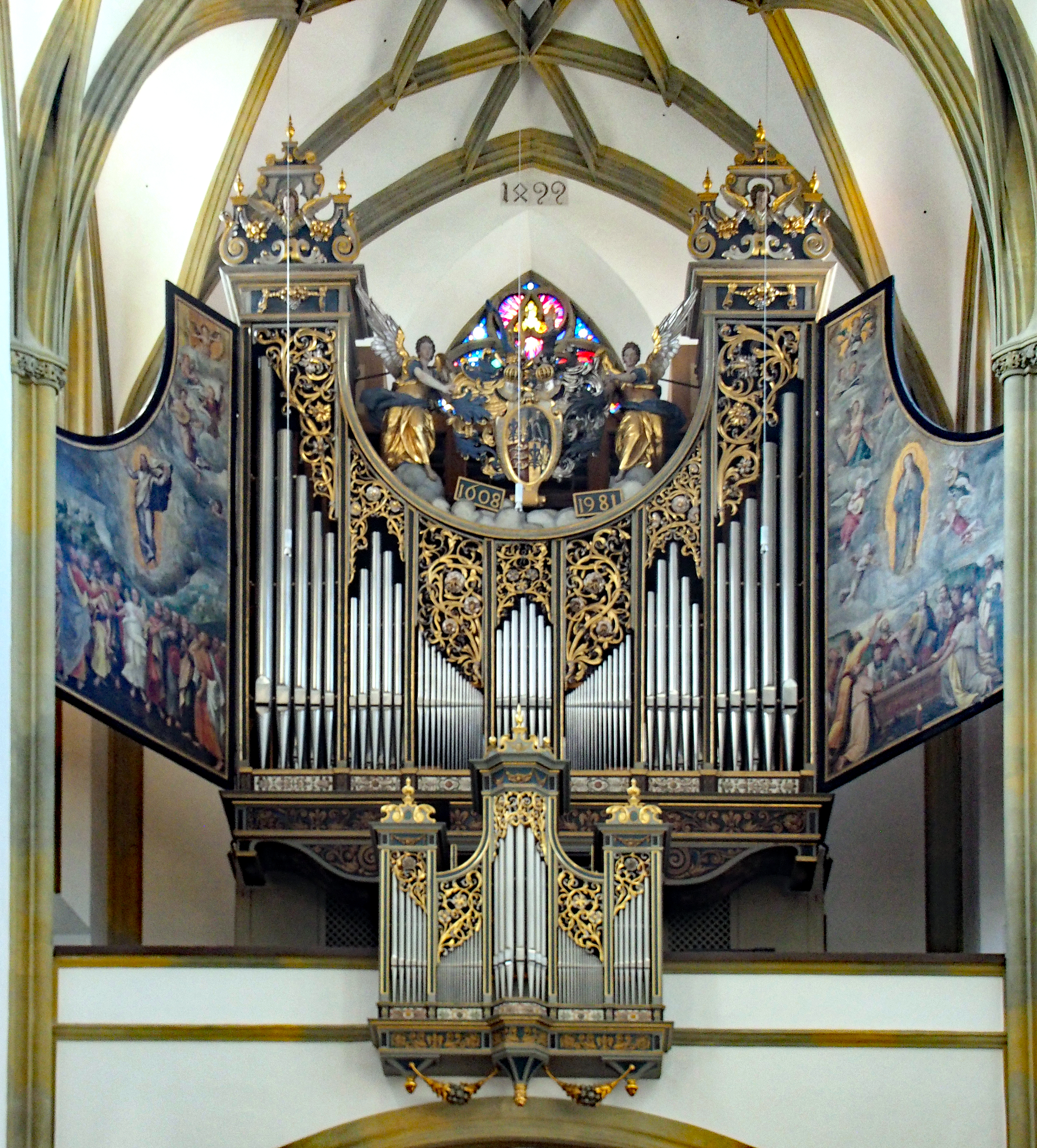
Fuggerorgel

Mit dem Jahr 1580 tritt die Familie Fugger in die Geschichte der „ulrikanischen“ Orgeln ein. Gemeinsam mit Abt Jakob Köplin und dem Orgelbauer Eusebius Amerbach schloss Jakob III. Fugger (1542–1598); ein Sohn des Anton Fugger Verträge ab, wonach er im nördlichen Seitenschiff die sogenannte Michaelis- oder Fuggerkapelle als Grablege für sich und die Seinen errichten durfte. Dort wurde ebenerdig ein Instrument platziert, da es die westliche Empore zur damaligen Zeit noch nicht gab. Die „Fugger-Orgel“ kostete 2500 Gulden.
Im Jahre 1606 beschlossen die Stiftersöhne Georg, Hans, Max und Hieronymus Fugger, die Orgel an ain ander bequemer orth zu transferieren. Abt und Prior signalisierten Einverständnis, und so ließen die Freiherren durch den Maurer Conrad Stos für 744 Gulden eine imposante westliche Empore errichten. Gleichzeitig stellte das Kloster dem jeweiligen Organisten eine Wohnung (Mietwert etwa 20 bis 24 Gulden jährlich) sowie 6 Klafter Holz.
Man benutzte die Verlegung (1607), um die Orgel auf 13 Register zu erweitern. Den Auftrag hierzu erhielt der Orgelbauer Marx Günzer. Zur gleichen Zeit wurde auch das prachtvoll bemalte Orgelgehäuse beauftragt. Matthias Kager schuf die Entwürfe und führte zusammen mit Faßmaler Elias Greuther die künstlerischen Malerarbeiten aus. Die beiden großen Flügel (jeweils 6,66 m hoch) zeigen links Christi Himmelfahrt, rechts Mariae Himmelfahrt. Auf dem rechten Flügelbild sind Jakob Fugger „der Reiche“ und sein Neffe Anton Fugger zu erkennen. Auf dem linken erkennt man die Stifter der Empore, die Grafen Jakob, Markus, Hans und Hieronymus Fugger-Babenhausen.
Die Rückseiten der Flügeltüren hängen heute im Presbyterium der Basilika und zeigen den Apostel Jakobus sowie St. Anna selbdritt.
Fuggerorgel von 1581

| Hauptwerk        |                    |  |
| Principal        | 08′                |  |
| Flauttwerck      | 08′                |  |
| Coppelbass       | 08′                |  |
| Octaf            | 04′                |  |
| Klains Verdeck   | 04′                |  |
| Quinte           | 2 ⁄3′              |  |
| Superoctaf       | 02′                |  |
| Herrenlen        | (Toppelte Quinten) |  |
| Mixtur VI        |                    |  |
| Zimbelwerck II 0 |                    |  |
| Busaune          | 16′                |  |
| Tremulant        |                    |  |

| Pedal                |     |
| Pedal-Principal      | 16′ |
| Principal (aus HW)   | 08′ |
| Flauttwerck (aus HW) | 08′ |
| Coppelbass (aus HW)  | 08′ |
| Mixtur VI (aus HW)   |     |
| Busaune (aus HW)     | 16′ |

| Koppeln und Spielhilfen |
| Vogelsang               |
| Herbauckh               |
| Ventil                  |
| 6 Blasebälge            |

Fuggerorgel von 1608

| Manual C–c3 (45 Tasten) |    |
| Principal               | 8′ |
| Viola di Gamba II       | 8′ |
| Koppel                  | 8′ |
| Octav                   | 4′ |
| Waldflöte               | 4′ |
| Feldflöten II           | 2′ |
| Mixtur VI–VIII          | 3′ |
| Cimbal II               | 1′ |

| Pedal C–a1 (18 Tasten) |       |
| Principal II           | 16/8′ |
| Octavbaß               | 08′   |
| Violoncellobaß         | 08′   |
| Trompetenbaß           | 08′   |
| Kornetbaß VI           | 04′   |

Die „Fuggerorgel“ wurde im Wechsel mit der Kloster- und Pfarrorgel gespielt. Im Laufe der Jahrhunderte wurde sie mehrfach gereinigt, überholt und umgebaut, so beispielsweise in den Jahren 1676, 1743 und 1775, als Johann Andreas Stein einen Wartungsvertrag abschloss. Zusammen mit seinem Schüler Joseph Wirth vollzog er 1790 einen Umbau. Das Rückpositiv wurde wohl erst im 18. Jahrhundert hinzugefügt – in den Akten von 1790 taucht es noch nicht auf.
1824 war die „Fuggerorgel“ erneut arg schadhaft. Josef Bohl reparierte das große Werk zweimal (1846 und 1860) und erweitert es auf zwei Manuale. Über die Registerzahl bestehen unterschiedliche Ansichten; sie muss zwischen 21 und 33 gelegen sein.
Im Jahr 1888 wurde die große Orgel vom Augsburger Meister Mühlbauer gereinigt und gestimmt, die Mechanik verbessert und um einen Magazinbalg erweitert. Am 3. Februar 1903 brach man die Orgel ab.

#### Umbau durch Koulen (1903)
Ein massiver Eingriff in die historische Substanz der Orgel geschah beim Umbau im Jahre 1903. Orgelbauer Heinrich Koulen aus Oppenau konzipierte die Orgel dem Zeitgeschmack entsprechend für das romantische Klangideal neu und erbaute sie nach dem gerade modern gewordenen pneumatischen System. Das von ihm entwickelte System der Taschenventile bestand aus einzelnen fest in die Kanzellen ballonartig eingeleimten Lederstückchen, die sich als Dichtungen unter den Pfeifen befinden. Die beiden großen Nachteile solcher Dichtungen sind der frühe Alterungsprozess und die damit verbundene Winddurchlässigkeit. Dies bewirkt in der Folge einen Zusammenfall des Drucksystems.
Die Störanfälligkeit der ca. 4000 Taschenventile hatte im Laufe der Jahrzehnte mehrere große Reparaturen nötig gemacht, die erste bereits im Jahre 1934. Zudem wurde bei den 1903 durchgeführten Arbeiten das Gerüst des historischen Gehäuses in bedenklicher Art beschädigt und teilweise zerstört, um neue, unproportionale Werkteile unterzubringen. Die Statik wurde geschwächt, indem der Gurtrahmen zerschnitten und Holzverstrebungen entfernt wurden. Die Disposition der Orgel war auf 73 Register angelegt. Als Rarität kann die Hochdruckorgel und das Fernwerk angesehen werden. Das Fernwerk war mit Schwellern versehen. Das gesamte Werk galt unter den großen romantischen Orgeln als bedeutend. Die reinen Orgelkosten (ohne Nebenkosten wie Gehäusearbeiten etc.) betrugen 32.555 DM.
| I Manual      |        |
| Principal     | 16′    |
| Bordun        | 16′    |
| Principal     | 08′    |
| Gamba         | 08′    |
| Gemshorn      | 08′    |
| Salicional    | 08′    |
| Flaut – major | 08′    |
| Gedeckt       | 08′    |
| Octav         | 04′    |
| Harmonieflöte | 04′    |
| Fugara        | 04′    |
| Quinte        | 2 ⁄3′  |
| Superoctav    | 02′    |
| Cornet III    | 08′    |
| Mixtur IV-V   | 5 1⁄3′ |
| Fagott        | 16′    |
| Trompete      | 08′    |
| Clairon       | 04′    |

| II Manual                |       |
| Lieblich Gedeckt         | 16′   |
| Geigenprincipal          | 08′   |
| Traversflöte             | 08′   |
| Rohrflöte                | 08′   |
| Alphorn                  | 08′   |
| Aeoline                  | 08′   |
| Dolce                    | 08′   |
| Quintatön                | 08′   |
| Praestant                | 04′   |
| Flaut dolce              | 04′   |
| Quinte                   | 2 ⁄3′ |
| Piccolo                  | 02′   |
| Progressiv-Harmonica III | 2 ⁄3′ |
| Clarinette               | 08′   |
| Cor anglais              | 08′   |

| III Manual        |        |
| Salicional        | 16′    |
| Principal         | 08′    |
| Konzertflöte      | 08′    |
| Gedeckt           | 08′    |
| Gamba             | 08′    |
| Voix coeleste     | 08′    |
| Fernflöte         | 08′    |
| Traversflöte      | 04′    |
| Violine           | 04′    |
| Gemshorn          | 04′    |
| Quintflöte        | 2 ⁄3′  |
| Flageolet         | 02′    |
| Terzflöte         | 1 3⁄5′ |
| Harmonie-Trompete | 08′    |
| Oboe              | 08′    |

| Pedal               |     |
| Contra-Principalbaß | 32′ |
| Principalbaß        | 16′ |
| Violinbaß           | 16′ |
| Dolcebaß            | 16′ |
| Subbaß              | 16′ |
| Still-Gedeckt       | 16′ |
| Flötenbaß           | 08′ |
| Violoncello         | 08′ |
| Gedeckt             | 08′ |
| Octavflöte          | 04′ |
| Contra-Tuba         | 32′ |
| Posaune             | 16′ |
| Trompete            | 08′ |
| Clairon             | 04′ |

| Hochdruckorgel |    |
| Flaut major    | 8′ |
| Gamba          | 8′ |
| Principal      | 4′ |
| Quintatön      | 4′ |
| Trompete       | 8′ |

| Fernwerk   |    |
| Bordun     | 8′ |
| Salicet    | 8′ |
| Aeoline    | 8′ |
| Spitzflöte | 4′ |
| Trompete   | 8′ |
| Vox humana | 8′ |

#### Umbau durch die Firma Offner (1972)
Im Jahr 1972 wurde die Orgel durch die Firma Offner elektropneumatisch umgebaut und um ein Barockwerk und verschiedene Mixturen erweitert. Während der Hitzewelle des Jahres 1976 ereilte die Orgel am 3. Juli der technische Kollaps.

#### Neubau durch Sandtner (1982)
Im Jahr 1982 wurde eine neue Anlage nach dem klassischen mechanischen Bauprinzip konzipiert. Den Auftrag erhielt die Orgelbaufirma Sandtner aus Dillingen an der Donau. Besondere Aufmerksamkeit erfuhr die Instandsetzung des Orgelgehäuses von 1608, das in vorzüglicher Fachwerk-Konstruktion erbaut worden war. Durch den Einbau von Leimbindern konnten sämtliche noch vorhandenen Originalteile – auch ehemals tragende – erhalten und saniert werden. Von den 4775 Pfeifen stammen heute 906 aus der alten Orgel. Das ganze Instrument ruht mit einem Gewicht von 30 Tonnen auf einer Stahlträgerkonstruktion.
Mit ihren 68 klingenden Registern auf vier Manualen und Pedalwerk orientiert sich die Disposition der neuen „Ulrichsorgel“ an verschiedenen Strömungen und Höhepunkten in der Geschichte des Orgelbaus. Die klassischen Werke sind das Hauptwerk, das Rückpositiv und das Pedalwerk. Das Brustwerk ist eher barock, während das Schwellwerk die Romantik vertritt.

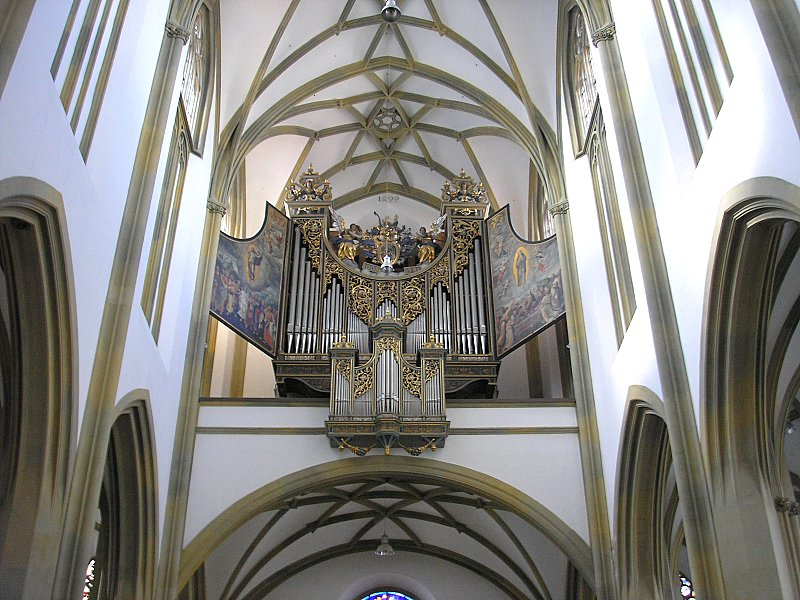
Die Ulrichsorgel auf der Westempore der Basilika St. Ulrich und Afra, erbaut von Orgelbau Sandtner, Gehäuse aus dem Jahr 1608

Heute nimmt das historische Gehäuse das Hauptwerk der Orgel auf. Der Prospekt wird von den Pfeifen des Registers Praestant 16′ in Originalaufstellung (ohne Cis, Dis, Fis, Gis) gebildet. Hinter dem Hauptgehäuse ist in Höhe des Wappens und der Engelsgestalten das große Schwellwerk mit beweglichen Jalousien angebracht. Unmittelbar darunter und hinter den drei mittleren Prospektfeldern sind die Chamaden, die sogenannten spanischen Trompeten 16′ und 8′ platziert. Dabei wurde mit Rücksicht auf den historischen Prospekt keine dieser bis zu 2,5 Meter horizontalen Trompeten sichtbar eingebaut. Im Orgelfuß unter dem Hauptwerk befindet sich das kleine, ebenfalls schwellbare Brustwerk. Das Pedalwerk befindet sich hinter dem Hauptwerk. Als zusätzliches Werk wurde das stilistisch und proportional dem Hauptprospekt nachempfundene Rückpositiv – mit dem Principal 8′ im Prospekt – in die Brüstung gesetzt.
Nahe dem Rückpositiv ist in zentraler Lage die Platzierung des viermanualigen, freistehenden Spieltisch so gewählt, dass der Organist nicht im Klangschatten der Orgel sitzt und freie Sicht über die gesamte Emporenfläche hat. Die Anbindung des Spieltisches geschieht über eine (mechanisch eingerichtete) Spieltraktur, die mit Holzabstrakten bis zu 12,5 Metern Länge ausgerichtet ist. Trotz dieser langen Trakturwege ist ein präzises, leichtgängiges und gleichmäßiges Orgelspiel gewährleistet. Die Registertraktur ist elektrisch. In 3840 freien Setzerkombinationen lassen sich rasch die verschiedensten Klangfarben und Lautstärkegrade einspeichern und während des Spiels abrufen, wobei die Zugknöpfe der einzelnen Register selbst ihre Stellung verändern. Zur dynamischen Klangvielfalt steht eine 4fach Crescendo-Walze zur Verfügung. Ein manuelles Umregistrieren einer abgerufenen Kombination ist ebenso möglich. Damit die Orgel auch bei gekoppelten Manualen gut spielbar bleibt, verbinden elektrische Koppelapparate das Schwellwerk und das Rückpositiv mit dem Hauptwerk. Die direkt angespielten Werke bleiben mechanisch gesteuert. Der Spieltisch befindet sich in 17 Metern Höhe, die Orgel hat eine Gesamthöhe von 15 Metern.
Das Instrument wurde am Ostersonntag 1982 (11. April) geweiht. Im Jahr 1998 wurden einige Mensurerweiterungen vorgenommen. Während der Generalsanierung der Basilika in den Jahren 2008–2011 wurde auch die „Ulrichsorgel“ komplett gereinigt. Dabei wurden auch Lichtwellenleiter installiert, um die „Marienorgel“ als Fernwerk der „Ulrichsorgel“ spielen zu können.

### Disposition seit 1982/1998
| I Rückpositiv C–a3 |       |
| Principal          | 08′   |
| Rohrgedackt        | 08′   |
| Quintade           | 08′   |
| Octave             | 04′   |
| Spitzflöte         | 04′   |
| Superoctave        | 02′   |
| Sesquialter II     |       |
| Larigot            | 1 ⁄3′ |
| Scharff IV         | 01′   |
| Dulcian            | 16′   |
| Cromorne           | 08′   |
|                    |       |
| Tremulant          |       |

| II Hauptwerk C–a3 |        |
| Praestant         | 16′    |
| Principal         | 08′    |
| Flûte harmonique  | 08′    |
| Copel             | 08′    |
| Gamba             | 08′    |
| Octave            | 04′    |
| Blockflöte        | 04′    |
| Terz              | 3 1⁄5′ |
| Quinte            | 2 ⁄3′  |
| Octave            | 02′    |
| Mixtur V–VI       | 1 ⁄3′  |
| Cimbel III        | 01⁄2′  |
| Cornet V (ab g0)  |        |
| Trompete          | 08′    |
| Cimbelstern       |        |

| III Schwellwerk C–a3  |        |
| Bordun                | 16′    |
| Principal             | 08′    |
| Holzflöte             | 08′    |
| Salicional            | 08′    |
| Voix coeleste (ab c0) | 08′    |
| Praestant             | 04′    |
| Flûte oct             | 04′    |
| Violine               | 04′    |
| Nasard                | 2 ⁄3′  |
| Octavin               | 02′    |
| Terz                  | 1 3⁄5′ |
| Flöte                 | 01′    |
| Mixtur IV–V           | 02′    |
| Fagott                | 16′    |
| Trompete              | 08′    |
| Oboe                  | 08′    |
| Clairon               | 04′    |
| Tremulant             |        |

| IV Brustwerk C–a3        |                |
| Holzgedackt              | 08′            |
| Principal                | 04′            |
| Rohrflöte                | 04′            |
| Octave                   | 02′            |
| Hohlflöte                | 02′            |
| None                     | 08⁄9′          |
| Tertian                  | 1 3⁄5’ + 1 ⁄3′ |
| Cimbel II                | 01⁄2′          |
| Vox humana               | 08′            |
| Tremulant                |                |
| Glockenspiel (von c0–d3) |                |

| Chamadenwerk/Auxillaire C–a3 |     |
| Chamade                      | 16′ |
| Chamade                      | 08′ |

| Pedalwerk C–f1 |        |
| Großpedal      |        |
| Principal      | 32′    |
| Principal      | 16′    |
| Octave         | 08′    |
| Octave         | 04′    |
| Mixtur V       | 2 ⁄3′  |
| Bombarde       | 32′    |
| Posaune        | 16′    |
| Trompete       | 08′    |
| Kleinpedal     |        |
| Subbaß         | 16′    |
| Spielflöte     | 08′    |
| Nachthorn      | 04′    |
| Pfeiferl       | 02′    |
| Baßzink IV     | 5 1⁄3′ |
| Basson         | 16′    |
| Schalmey       | 04′    |
| Tremulant      |        |

- Koppeln:
  - Normalkoppeln: IV/II, III/II, I/II, IV/I, III/I, I/P, II/P, III/P, IV/P, Cham/IV, Cham/III, Cham/II, Cham/I, Cham/P.
  - Superoktavkoppeln: Super III/II, Super III/P, Super III.
  - Suboktavkoppeln: Sub III/II, Sub III.
- Spielhilfen:
  - Feste Kombinationen (Pleno, Tutti, Zungen ab)
  - 64-fache Setzeranlage mit Sequenzerschalter (Vor- und Rücklauf) auf 5 × 12 Ebenen (3.840 Kombinationen)
  - Registercrescendo als Walze, 4fach frei einstellbar.

Anmerkungen
1. ↑  Das Brustwerk ist schwellbar.
2. ↑  Chamaden an alle Werke koppelbar

- 68 klingende Register, Glockenspiel, Cimbelstern, 4775 Pfeifen.
- Körperlänge der größten Pfeife: 9,0 Meter
- Körperlänge der kleinsten Pfeife: 5 mm
- Gewicht der Orgel: 30.000 kg
- Gehäuse/Prospekt:
  - selbsttragende Massivholzbauweise
  - Höhe: 15 Meter
  - Breite: 8 Meter
- Spieltisch:
  - Freistehend
  - 4 Manuale (C–a3).
  - Pedal: Radialpedal (C–f1).
  - Registerzüge auf 5 Ebenen links und rechts neben der Klaviatur.
  - 64-fache Setzerkombination auf 5 × 12 Ebenen (3.840 Kombinationen).
- Traktur:
  - Tontraktur: mechanisch.
  - Registertraktur: elektrisch.
  - elektrische Koppelapparate
- Stimmung:
  - Höhe a1= 440 Hz bei 18 °C.
  - Stimmung gleichstufig.

## „Marienorgel“

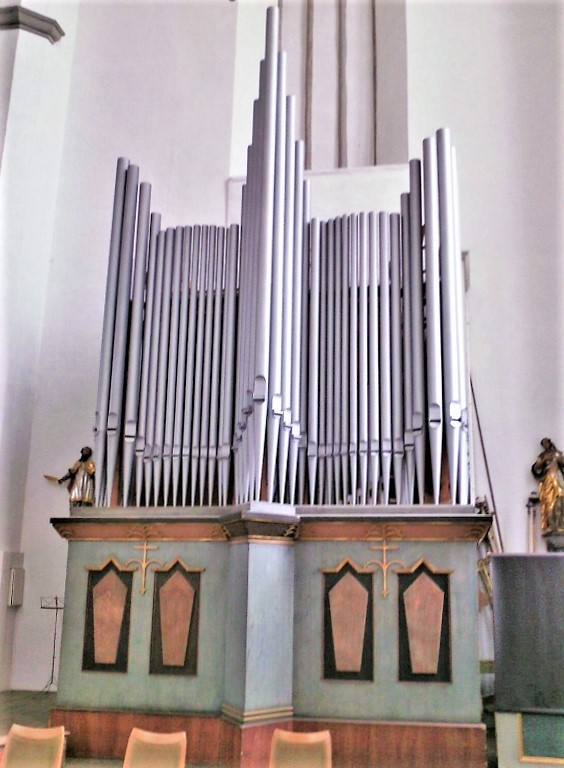
Die Marienorgel in der Schneckenkapelle der Basilika St. Ulrich und Afra

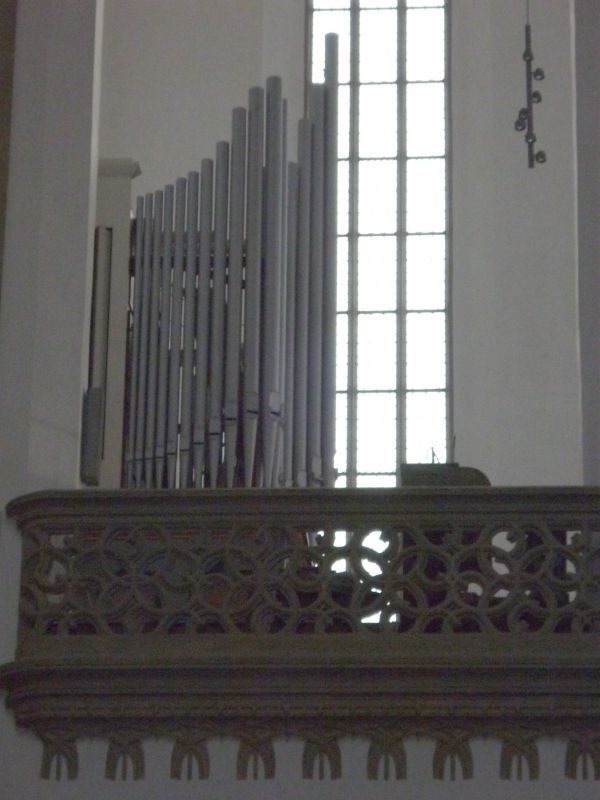
Ansicht aus dem Kirchenschiff

Die „Marienorgel“ der Basilika St. Ulrich und Afra steht hinter dem Chorbogen rechts im oberen Geschoss der sogenannten „Schneckenkapelle“ (erbaut 1601 von Konrad Stoß). Sie wurde im Jahr 1925 durch die Gebrüder Hindelang (Ebenhofen/Allgäu) als opus 146 erbaut. An der Orgel selbst findet man einen Hinweis, dass diese am 1. Adventsonntag (29. November) des Jahres 1925 eingeweiht wurde. Der Architekt und Stadtrat Hans Schnell hatte sie zum Andenken an seinen im Weltkriege am 5. Mai 1917 gefallenen Sohn gestiftet, wie die Inschrift auf dem Instrument überliefert. Inzwischen steht das Instrument unter Denkmalschutz.
Im Jahr 2010 wurde das Instrument von Robert Knöpfler (Orgelbaufirma Rudolf Kubak) generalüberholt, auf 20 Register erweitert und am 10. April 2010 wieder eingeweiht. Dabei wurden auch Lichtwellenleiter eingebaut, damit die „Marienorgel“ als Fernorgel der „Ulrichsorgel“ gespielt werden kann.

### Disposition
| I Hauptwerk C–g3 |       |
| Principal        | 08′   |
| Gedeckt          | 08′   |
| Gamba            | 08′   |
| Dulciana         | 08′   |
| Praestant        | 04′   |
| Mixtur           | 2 ⁄3′ |

| II Schwellwerk C–g3 |     |
| Quintatön           | 16′ |
| Geigenprincipal     | 08′ |
| Vox coelestis       | 08′ |
| Cremona*            | 08′ |
| Tibia*              | 08′ |
| Traversflöte*       | 04′ |
| Flautino*           | 02′ |
| Oboe                | 08′ |
| Tremolo             |     |

| Pedal C–f1 |     |
| Contrabaß  | 16′ |
| Subbaß     | 16′ |
| Zartbaß    | 16′ |
| Cello      | 08′ |

Die mit * gekennzeichneten sind Tremoloregister.
- Koppeln:
  - Normalkoppeln: I/P, II/P, II/I.
  - Superoktavkoppeln: Super II/I.
  - Suboktavkoppeln: Sub II/I.
- Spielhilfen:
  - Automatische Pedalpiano ab.
  - Oboe 8′ ab.
  - Crescendo an.
  - Crescendotritt.

## Organisten
- 1628–1636: Elias Fabricius
- 1637–1642: Gallus Mayr (Calcant)
- 1710–1720: Johann Speth (* 1664 in Speinshart, Oberpfalz; † nach 1719)
- 1728–1736: G. Böckh
- 1742–1787?: Johann Adam Joseph Schmidbauer
- 1831?: Michael Keller (* 1800 in Oberelchingen; † 1865 in Augsburg)
- 1837 bis 1839: Karl Kempter[7] (* 1819 in Limbach / Lkr. Günzburg; † 1871 in Augsburg)
- 1851?: Demharter
- 1864: Joseph Sontheimer
- 1874–1900: Chorregent August Stempfle
- 1900–1925?: Thaddä Hofmiller
- 1925–1956: Arthur Piechler[8] (* 1896 in Magdeburg; † 1974 in Landau a.d. Isar)
- 1976–2006: Chordirektor Josef Hauber (* 1944 in Rainau-Buch)
- seit 2006: Peter Bader

## Aufnahmen/Tonträger
- Arthur Piechler: Die Weihnacht und Weihnachtliche Orgelmusik.  Organist: Josef Hauber. CD. 1995, ISSI 4711.
- Josef Hauber: Ökumenische Vesper zum Jahr 2000. Organisten: Wolfgang Kärner, Stefan Saule. CD. 2000, ISSA 991115.
- Maurice Duruflé: Requiem op. 9. Organist: Wilhelm Hafner. CD. 2002, VoxParva. (Konzertmitschnitt vom 24. November 2002.)
- Josef Hauber: laudes afrae. Organist: Wolfgang Kärner. CD. 2004, Kirchenmusik St. Ulrich und Afra, BestNr. 50900. (Konzertmitschnitt vom 28. Mai 2004).
- Widor – Die Orgelsymphonien an großen Orgeln in Bayern: Symphonies No 4 & No 5. Organistin: Odile Pierre. CD. IFO-Musikproduktion Mainz CD 00130.
- Josef Hauber: Kirchenmusik im Jahreskreis. Organisten: Josef Hauber, Wolfgang Kärner, Jürgen Schlosser. CD. 2005, ISSA 051107.
- Orgelwerke von Guillou, Reubke und J. S. Bach (Die Sandtner-Orgel in der Basilika St. Ulrich & Afra, Augsburg). Organist: Stefan Frank. CD. 2007, Audite 97470.